# 約翰尼斯·林克

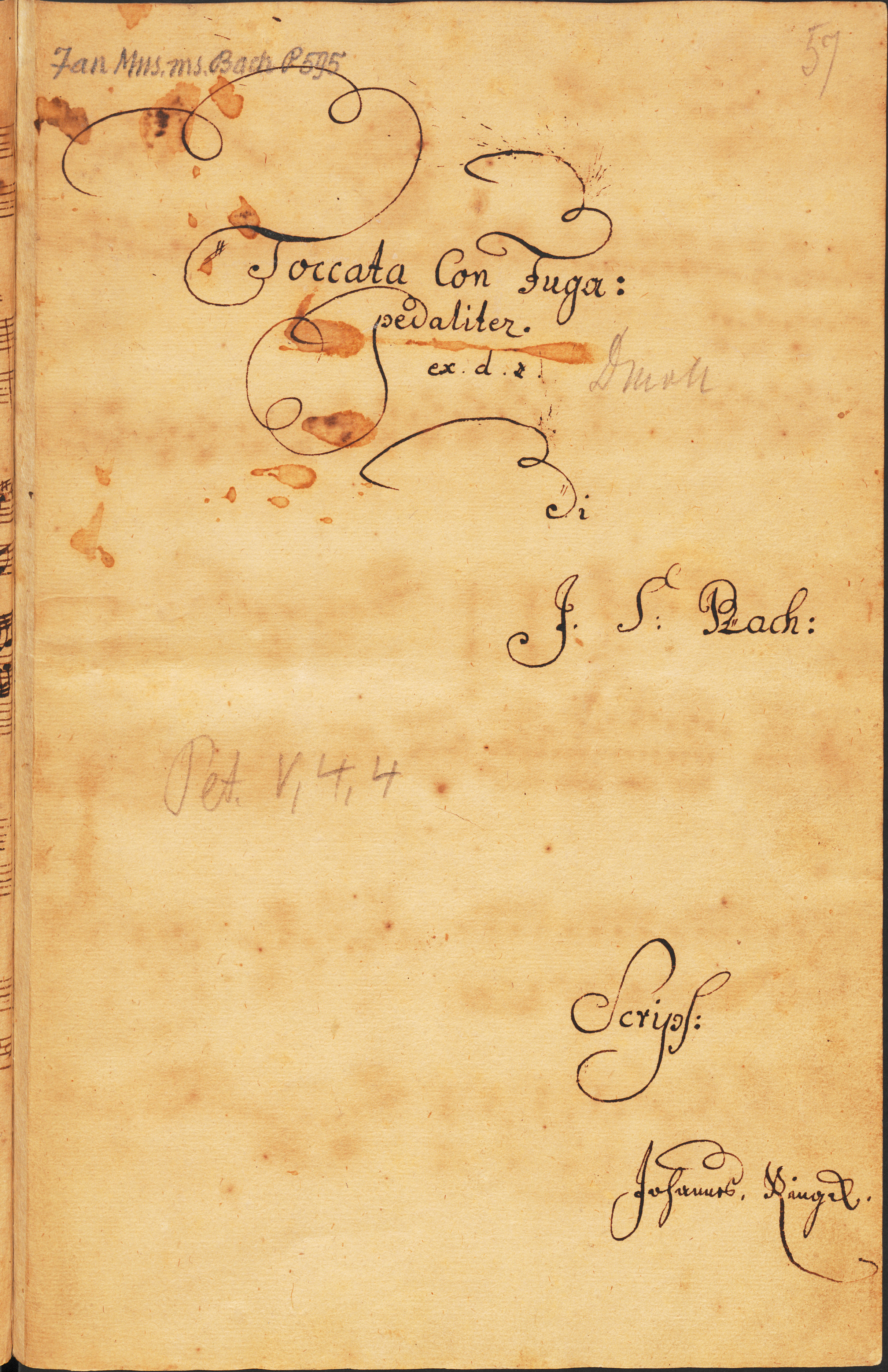
約翰內斯·林克的BWV 565副本封面。

約翰尼斯·林克（德語：Johannes Ringk，1717年6月26日—1778年8月24日）是一名德國作曲家和風琴手。
林克出生於圖林根弗蘭肯海恩，曾在格雷芬羅達師從約翰·彼得·克爾納，在哥達師從戈特弗里德·海因里希·許特策爾學習管風琴。1740年起，他在柏林擔任音樂教師，1754年被任命為瑪麗恩教堂的管風琴師，直到去世。同時代的人對他的管風琴演奏和即興賦格曲的能力評價很高。
林克創作過管風琴作品、協奏曲，也可能創作過歌劇，但今天人們對他的印象最深的是他複製的大量著名作曲家作品的手稿，並往往是目前僅存的手稿。在他手中的這些手稿中，有约翰·塞巴斯蒂安·巴赫的清唱套曲《離開吧，悲傷的陰影, BWV 202》，以及著名的《d小調觸技曲與賦格, BWV 565》最古老的手稿。這些手稿可能是根據克爾納收藏的版本製作的，克爾納是巴赫的學生。克爾納收藏的手稿製作於1725年左右，如今已成為巴赫作品最重要的資料來源之一。